# 金崙溪
金崙溪為一位於台灣東部之縣市管河川，幹流長度26.40公里，流域面積151.94平方公里，分佈於台東縣太麻里鄉、金峰鄉。主流發源於金峰鄉歷坵村衣丁山東麓，先向北北東流，匯集源自南大武山、茶仁山諸支流後，轉向東南流，經飛龍、近黃、地克崙、莫哥布各、歷坵，進入太麻里鄉境，再流經仁愛部落、賓茂，最終於金崙村南側的金崙大橋注入太平洋。

## 水系主要河川
以下由下游至源頭列出水系主要河川，其中粗體字為主流河道。
- 金崙溪：台東縣太麻里鄉、金峰鄉
  - 巴拉歐溪：台東縣金峰鄉
  - 都老老恩溪：台東縣金峰鄉

## 照片集

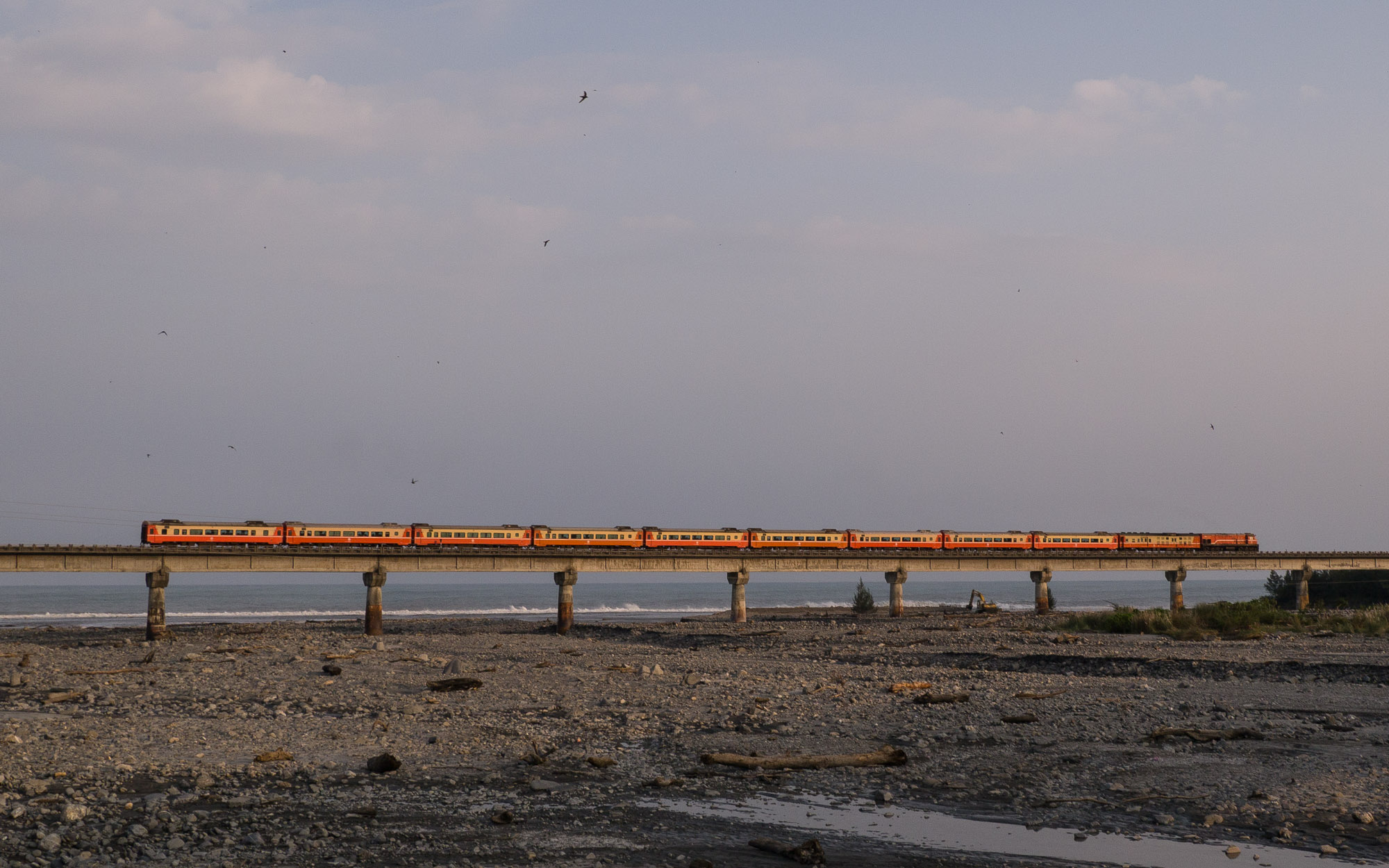
金崙溪鐵橋
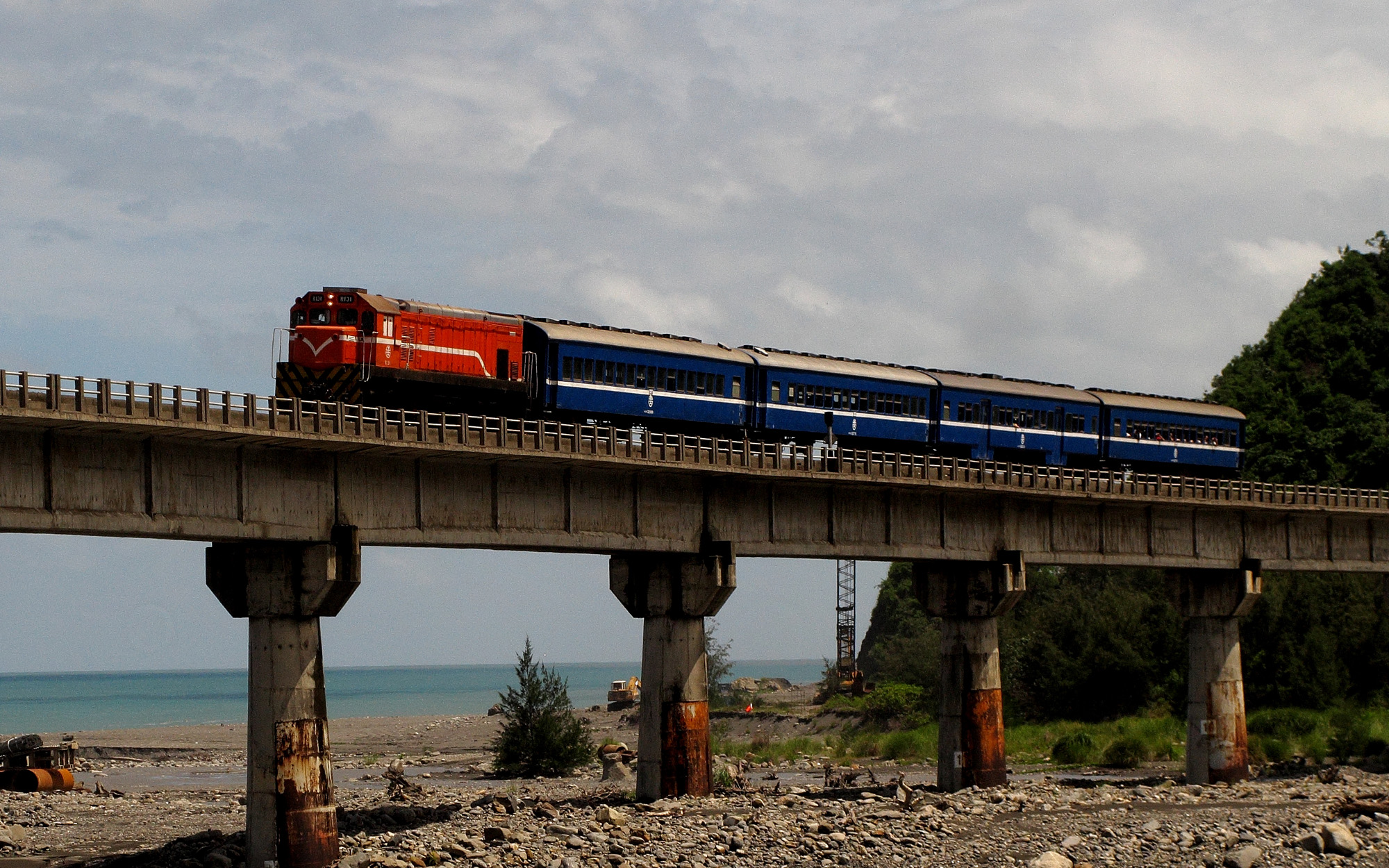
金崙溪鐵橋
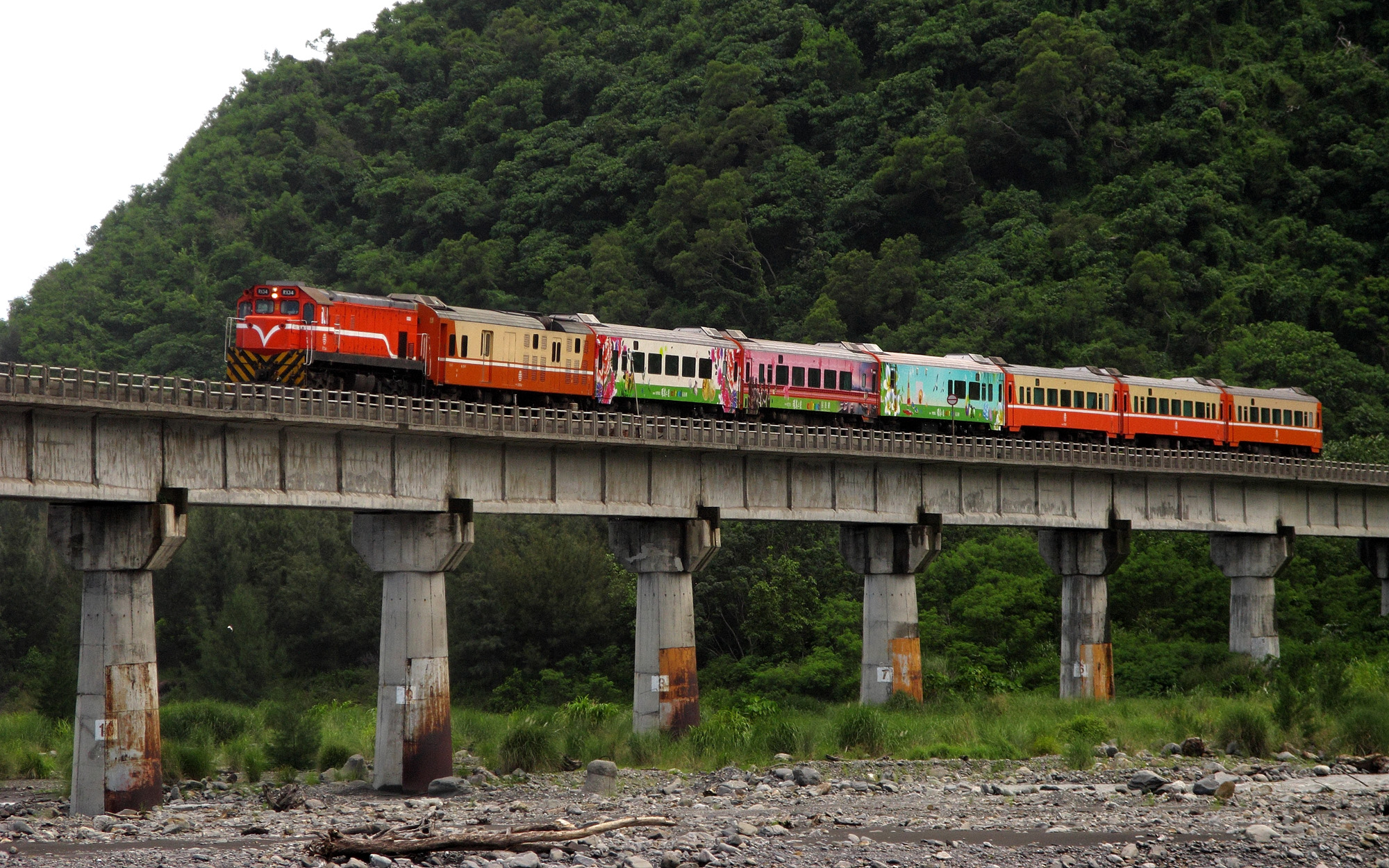
金崙溪鐵橋
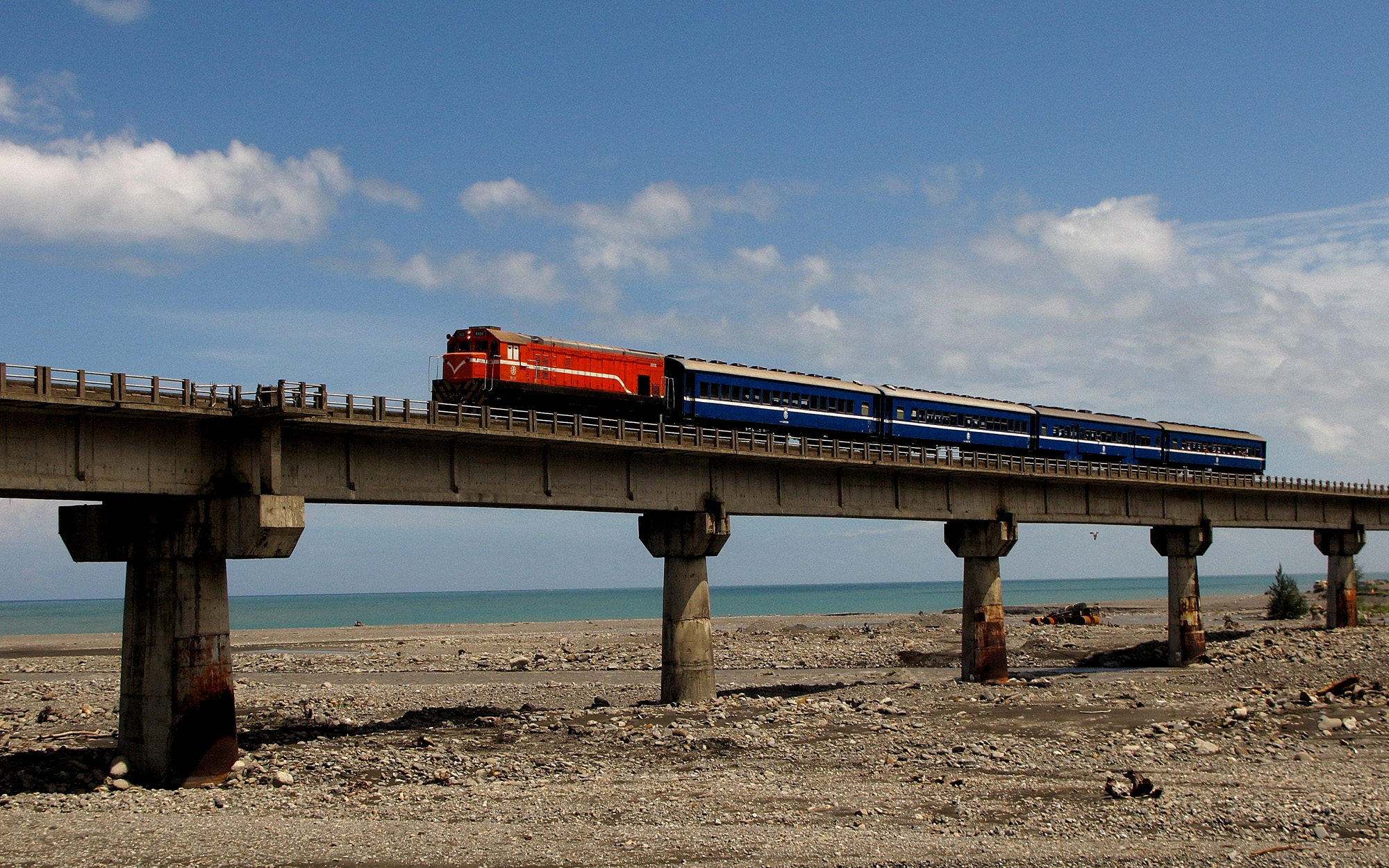
金崙溪鐵橋
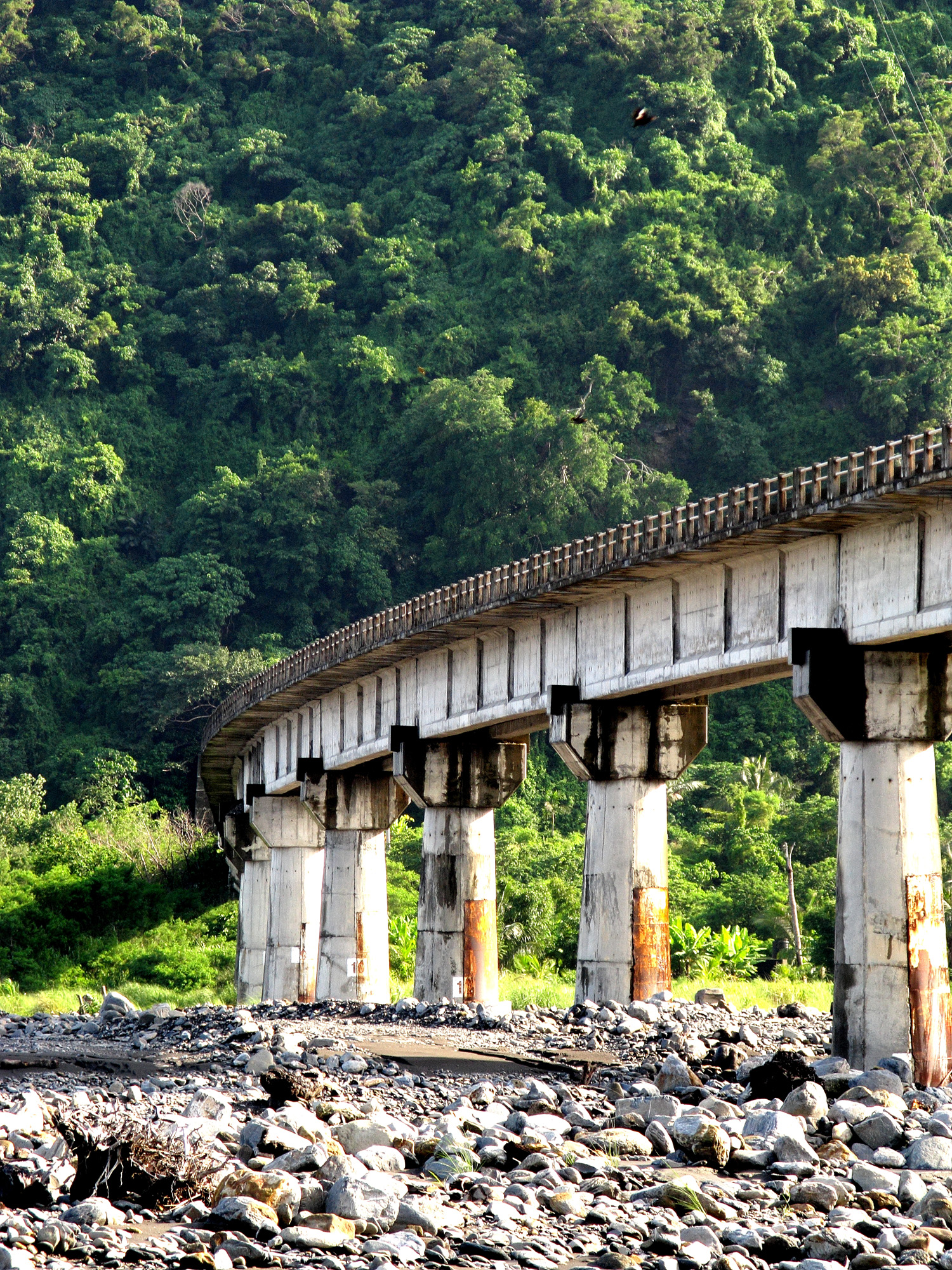
金崙溪鐵橋